# Neundorf (Pirna)
Neundorf ist seit 1923 ein Stadtteil der sächsischen Großen Kreisstadt Pirna im Landkreis Sächsische Schweiz-Osterzgebirge, Deutschland.

## Geographie
Neundorf befindet sich etwa fünf Kilometer südöstlich von Pirnaer Stadtzentrum entfernt und bildet den südlichen „Zipfel“ des Stadtgebietes. Der Ort liegt auf 160 m ü. NN am Rande der Sächsischen Schweiz an der Grenze zum Osterzgebirge. Neundorf liegt im Tal der Gottleuba, einem linken Nebenfluss der Elbe. Umgeben ist der Ort vor allem von Wald- und Ackerflächen. Dem Verlauf der Gottleuba folgt die Staatsstraße 174, die von Pirna nach Berggießhübel führt und Neundorf dabei quert. Im Ort hat die Staatsstraße eine Kreuzung mit der Kreisstraße 8732, die den Ort mit Friedrichswalde und Krietzschwitz verbindet. In Krietzschwitz hat die Kreisstraße Anschluss an die Bundesstraße 172 von Pirna nach Königstein.
Innerhalb des städtischen Omnibusverkehrs betreibt der Regionalverkehr Sächsische Schweiz-Osterzgebirge die Stadtbuslinie N vom Busbahnhof Pirna nach Neundorf.
Neundorf bildet eine eigene Gemarkung, die zusammen mit den Gemarkungen Rottwerndorf und Krietzschwitz als Stadtteil Rottwerndorf/Neundorf/Krietzschwitz bezeichnet wird. Die Gemarkung grenzt im Norden und Osten an Krietzschwitz, im Südosten an Leupoldishain und Langenhennersdorf und im Südwesten an Kleincotta. Im Nordosten ist Rottwerndorf benachbart. Leupoldishain gehört zu Königstein, Langenhennersdorf zu Bad Gottleuba-Berggießhübel und Kleincotta zu Dohma. Die anderen angrenzenden Gemarkungen gehören zur Großen Kreisstadt Pirna.

## Geschichte
| Jahr    | Einwohner |
| ------- | --------- |
| 1834    | 0224      |
| 1871    | 0338      |
| 1890    | 0838      |
| 1910    | 1133      |
| → Pirna |           |

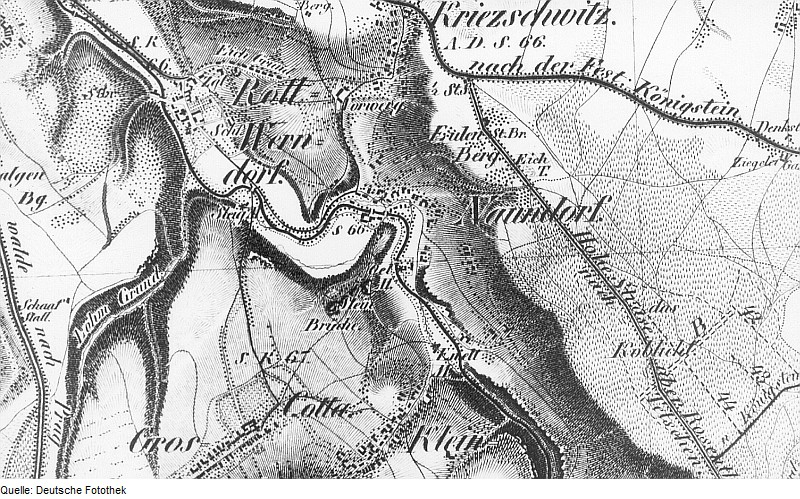
Neundorf (Bildmitte) nahe Rottwerndorf um 1821

Der Ort wurde 1408 als Nuendorffchin erstmals erwähnt. Es folgten Nennungen als Nuwendorfflin (1445), Newendorfflein (1486) und Nawderffelin (1533). Im Jahr 1548 taucht erstmals Neundorf auf.
Bereits in der Frühen Neuzeit wurde Neundorf von Pirna aus verwaltet. So gehörte der Ort in der Mitte des 16. Jahrhunderts zum Amt Pirna im Kurfürstentum Sachsen, folgend dann ab 1856 zum Gerichtsamt Pirna. Ab dem Jahr 1875 oblag die Verwaltung dann der Amtshauptmannschaft Pirna. Bevor Neundorf 1838 durch die Sächsische Landgemeindeordnung Eigenständigkeit als Landgemeinde erhielt, war der Ort durch das Lehnswesen geprägt. Das Rittergut Rottwerndorf übte 1552 die Grundherrschaft über 15 besessene Mann und 18 Inwohner auf 9 Hufen aus. Nach dem Ende des Siebenjährigen Krieges (1756–1763) hatte das Rittergut die Grundherrschaft über 15 besessene Mann und 5 Gärtner inne, die 6 1⁄2 Hufen Land bewirtschafteten.
Im Jahr 1900 erstreckte sich um das Waldhufendorf Neundorf eine 155 Hektar große Waldhufenflur, die fast ausschließlich landwirtschaftlich genutzt wurde, da die Bewohner des Dorfes vornehmlich Bauern waren. Lebten 1834 noch 224 Menschen in Neundorf, waren es 1890 bereits 838. Auch in den folgenden Jahren lebten immer mehr Personen im Ort, 1910 waren es 1133. Nach der Reformation in Sachsen war die Bevölkerung des Ortes überwiegend evangelisch. Im Jahr 1925 waren 883 Einwohner evangelisch-lutherisch, 31 katholisch und 42 anderer oder keiner Religion. Gepfarrt war Neundorf nach Cotta und gehört heute zur Kirchgemeinde Berggießhübel-Cotta.
Am 19. Juli 1880 begann der Betrieb der Bahnstrecke Pirna–Gottleuba (Gottleubatalbahn), an der Neundorf auf Antrag des Gemeinderates einen Haltepunkt erhalten hatte. Das Hochwasser im Osterzgebirge 1927 richtete große Schäden in Neundorf an, bei einer bis zu drei Meter hohen Flutwelle starben mehrere Menschen, Gebäude wurden weggerissen.
Bereits am 1. November 1923 endete die 1838 erlangte kommunale Eigenständigkeit Neundorfs wieder, der Ort wurde nach Pirna eingemeindet. Wenig später wurde auch Rottwerndorf Teil Pirnas. Zusammen kamen diese Orte nach dem Zweiten Weltkrieg in die Sowjetische Besatzungszone und später zur DDR. Der Status Pirnas als Verwaltungssitz blieb auch nach der Gebietsreform 1952 erhalten, die die Stadt mit ihren Ortsteilen dem Kreis Pirna im Bezirk Dresden zuordnete. Das bäuerliche Leben in Neundorf wurde nun nach der Landwirtschaft in der DDR ausgerichtet. Der Betrieb auf der Gottleubatalbahn wurde 1977 vollständig eingestellt und die Anlagen abgebaut, da keine großen Verkehrsleistungen mehr erbracht wurden.
Nach der Deutschen Wiedervereinigung kam Neundorf zum wiedergegründeten Freistaat Sachsen. Die folgenden Gebietsreformen in Sachsen ordneten Pirna 1994 dem Landkreis Sächsische Schweiz und 2008 dem Landkreis Sächsische Schweiz-Osterzgebirge, jeweils als Verwaltungssitz, zu.
In Neundorf wirkte die durch ihre Bildweberei bekannt gewordene Künstlerin Lydia Hörenz.

## Sehenswürdigkeiten

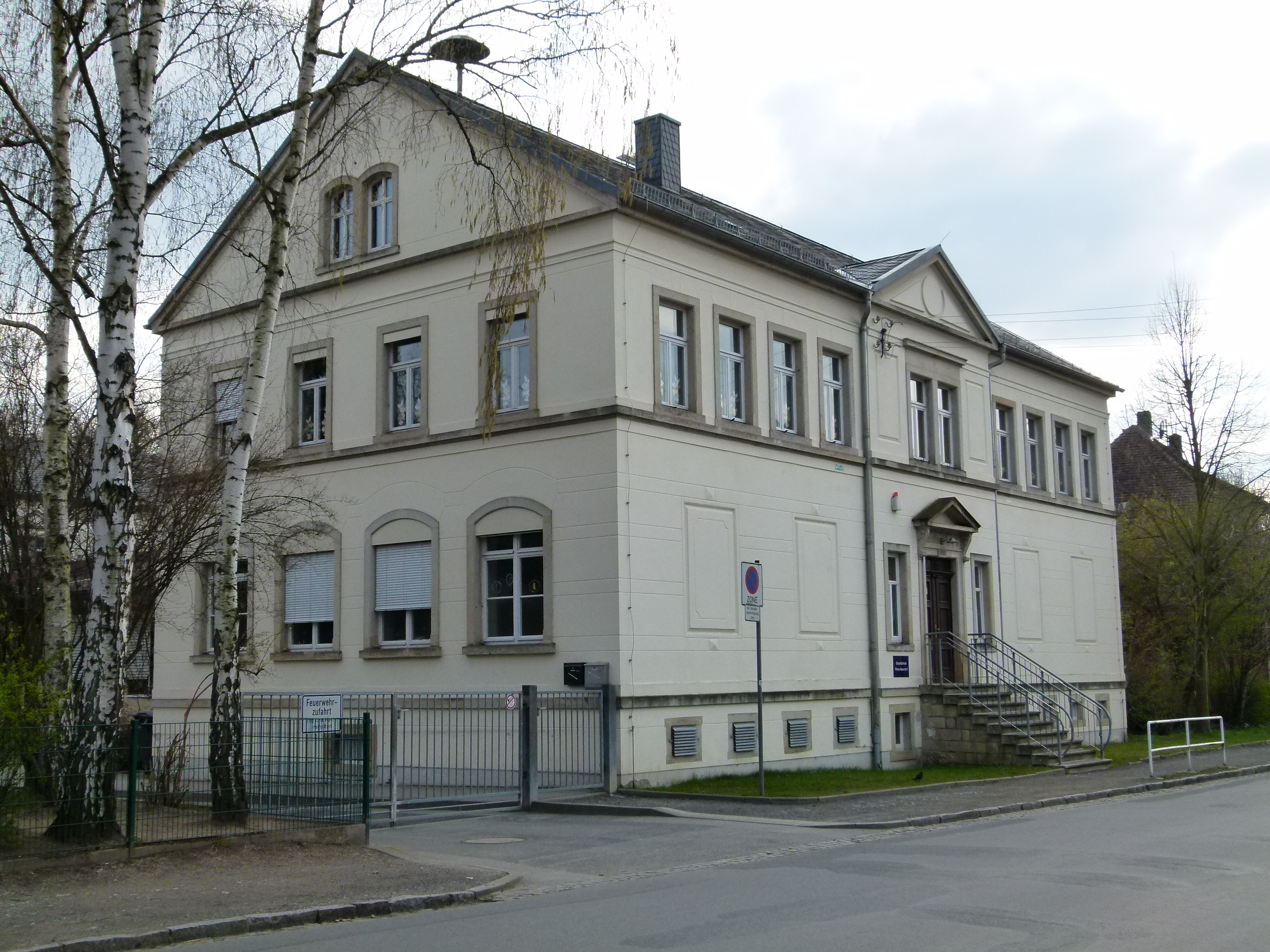
Schulgebäude

In Neundorf sind 13 Gebäude in die Liste der Kulturdenkmale in Pirna aufgenommen worden und stehen damit unter Denkmalschutz. Dazu zählen beispielsweise das Gebäude der Grundschule, die Gastwirtschaft Wiesenhof und mehrere Wohnhäuser.